# Hadoblothrus gigas
Hadoblothrus gigas es una especie de arácnido del orden Pseudoscorpionida de la familia Syarinidae.

## Distribución geográfica
Se encuentra en Italia.